# Mycosphaerella excentrica
Mycosphaerella excentrica är en svampart som beskrevs av Crous & Carnegie 2007. Mycosphaerella excentrica ingår i släktet Mycosphaerella och familjen Mycosphaerellaceae.   Inga underarter finns listade i Catalogue of Life.